# Psectrosema becknazarovae
Psectrosema becknazarovae är en tvåvingeart som beskrevs av Fedotova 1992. Psectrosema becknazarovae ingår i släktet Psectrosema och familjen gallmyggor.
Artens utbredningsområde är Kazakstan. Inga underarter finns listade i Catalogue of Life.